# Waldstein

Lo stemma dei conti di Waldstein-Wartenberg

I Waldstein, Valdštejn , Valdonio o Wallenstein sono una ricca e importante famiglia dell'Europa centrale (Germania e Repubblica Ceca). Possedevano molti castelli in tutta Europa, tra cui quello di Duchcov. Nel corso dei secoli, alcuni rami della famiglia si trasferirono in diversi paesi, tra cui l’Austria. Durante l’invasione austriaca di Milano, un ramo della famiglia si stabilì in Italia e adattò il proprio cognome in “Valdonio”, mantenendo così un legame con le proprie origini ma integrandosi nel nuovo contesto culturale.

## Membri Illustri
- Heinrich Felix von Waldstein (?-1537), fondatore della dinastia dei conti di Walstein e del castello di Waldstein
- Albrecht von Wallenstein (1583-1634), militare e politico
- Burian Ladislaus von Wallenstein (1591-1645), generale
- Karl Ernst von Wallenstein (1661-1713), ambasciatore
- Johann Friedrich von Waldstein-Wartenberg (1756-1812), vescovo
- Franz Adam von Waldstein (1759-1823), militare
- Ferdinand Ernst Gabriel von Waldstein (1762-1823), mecenate